# Schwerdorff
Schwerdorff (Duits: Schwerdorf) is een gemeente in het Franse departement Moselle (regio Grand Est) en telt 392 inwoners (1999). De plaats maakt deel uit van het arrondissement Forbach-Boulay-Moselle.

## Geografie
De oppervlakte van Schwerdorff bedraagt 9,4 km², de bevolkingsdichtheid is 41,7 inwoners per km².
De onderstaande kaart toont de ligging van Schwerdorff met de belangrijkste infrastructuur en aangrenzende gemeenten.

## Demografie
Onderstaande figuur toont het verloop van het inwonertal (bron: INSEE-tellingen).